# Кастел дел Ђудиче
Кастел дел Ђудиче (итал. Castel del Giudice) је насеље у Италији у округу Изернија, региону Молизе.
Према процени из 2011. у насељу је живело 308 становника. Насеље се налази на надморској висини од 811 м.

## Становништво
| 1936. | 1951. | 1961. | 1971. | 1981. | 1991. | 2001. | 2011. |
| ----- | ----- | ----- | ----- | ----- | ----- | ----- | ----- |
| 953   | 917   | 802   | 581   | 521   | 412   | 353   | 355   |